# Mongoloraphidia kaszabi
Mongoloraphidia kaszabi là một loài côn trùng trong họ Raphidiidae thuộc bộ Raphidioptera. Loài này được H. Aspöck & U. Aspöck miêu tả năm 1967.